# Kula (Kula)
Kula (serbisch-kyrillisch Кула, ungarisch Kúla, deutsch Wolfsburg) ist eine Mittelstadt im Okrug Zapadna Bačka Serbien mit etwa 26.867 Einwohnern. Sie ist der Verwaltungssitz der Opština Kula. Die Stadt liegt am Batschka-Kanal.
In der Stadt bilden die Serben die Bevölkerungsmehrheit. Daneben gibt es Minderheiten wie Montenegriner, Russinen und Ungarn. Die deutsche Minderheit, die in der ersten Hälfte des 20. Jahrhunderts etwa ein Drittel der Bevölkerung ausmachte, wurde bei Ende des Zweiten Weltkriegs vertrieben.

## Sport
Der Fußballclub namens Hajduk Kula ist in Kula beheimatet. Dieser spielte in der Super liga, der höchsten Spielklasse des serbischen Fußballs.

## Persönlichkeiten

### Söhne und Töchter der Stadt

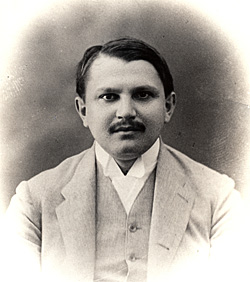
Isidor Bajić um 1910

- Isidor Bajić (1878–1915), Komponist
- Dragan Škrbić (* 1968), serbisch-spanischer Handballspieler
- Duško Grujić (* 1972), Fußballspieler[1]

### Persönlichkeiten mit Bezug zur Stadt
- Ljubomir Fejsa (* 1988), Fußballspieler; spielte beim FK Hajduk Kula (2006–2008)

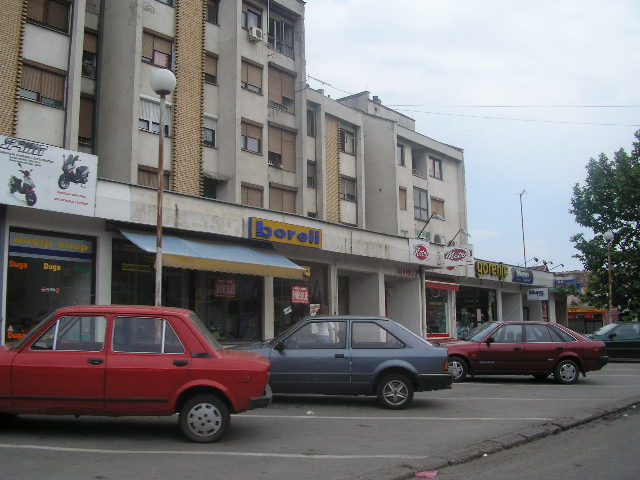
Blick ins Zentrum
Serbisch-orthodoxe Kirche Hl. Apostel Markus in Kula